# 足球位置
在足球運動裡，球隊內的十一個球員都會被分配到場上某一個特別的位置。這是位置說明他們的主要角色和他們在場上的活動地點。當球賽開始，戰術和組織就會以他們的位置作調整。主要分为守门员、後衛、中场和前鋒四个位置。
每一支球隊可以因應自己的現有狀況（受傷及停賽），對方的實力及表現甚至突發事件而為球隊排出不同位置，並不同橄欖球或美式橄欖球擁有特定的位置。即使負責的位置上須表現出該位置的職責，但有時需要配合球員擅長的位置而能夠踢出最佳表現，有部分球員可以擅長出任多個位置，這些球員稱為“實用球員”或“萬金油球員”（utility players）。
60年代後期，荷蘭教練里努斯·米歇爾斯引入一種當時嶄新的足球風格，球場上每一位球員沒有特定位置，這種風格除了門將外所有球員都可以隨時參與進攻或防守，每位球員都可以擔當場中任何一個位置，但同時要顧及球員的熟練，體力以及資質能否適合該踢法。他成為荷蘭國家足球隊領隊後將其獨特的足球風格引入隊中，人們稱之為（Total Football）。

## 龍門

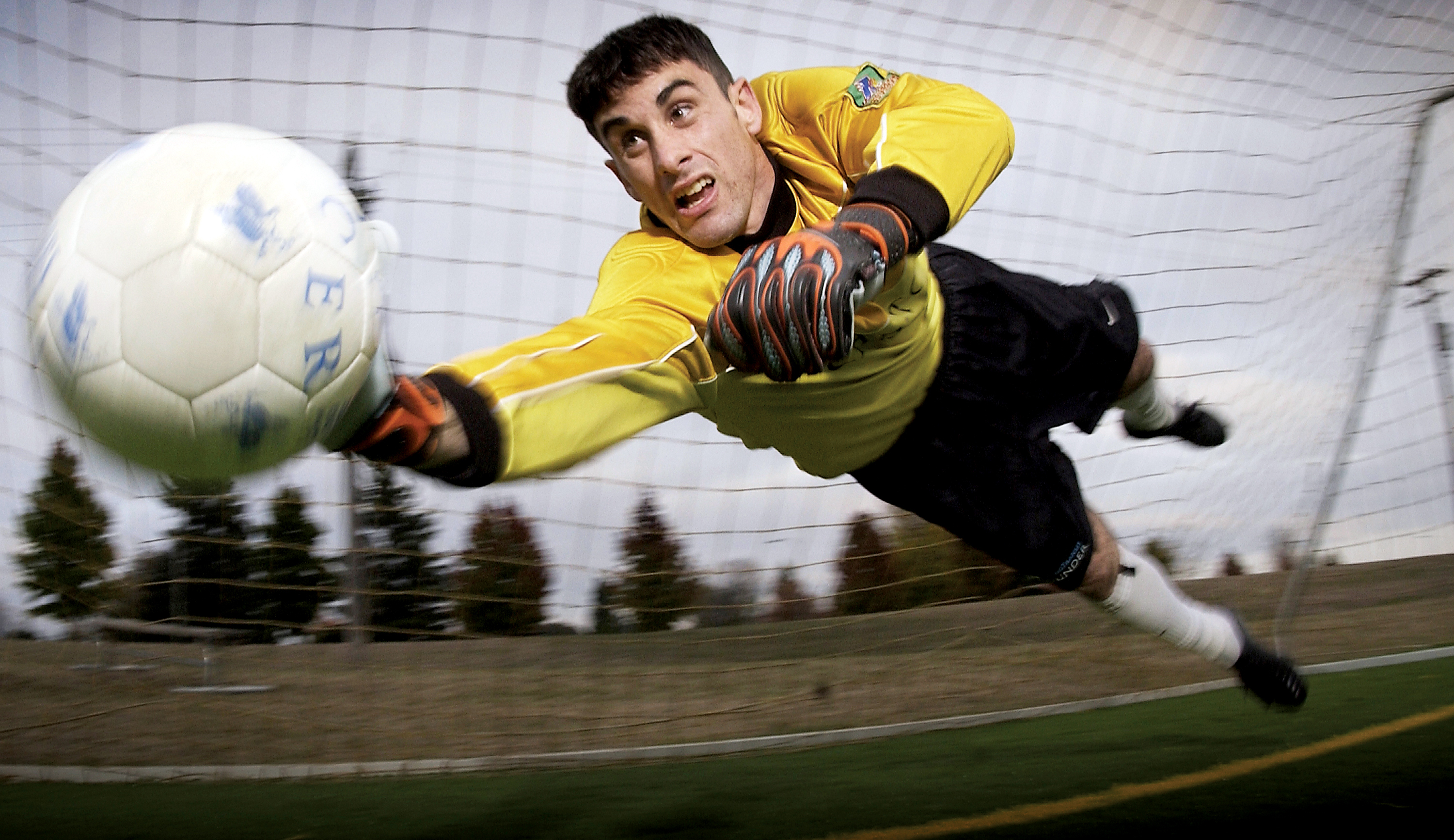
守門員扑出對方的射门

守門員（又稱為門將）是足球運動內最特別的位置。守門員的職責是絕對的防守型，以防止對方入球得分。特別地，他們被允許在禁區內以手接觸皮球。守門員的訓練十分特別，很少有一名守門員在職業比賽上擔當另一個位置。守門員可以主踢球隊的十二碼和自由球，雖然十分罕見但還是不乏例子，有巴拉圭的、巴西的和前利華古遜門將畢特。
守門員十分要求力量與身高，比起依賴敏捷的撲救，良好的站位與球路判斷更是優秀門將最重要的內涵。基本足球技術如控球、傳球對守門員通常並不重要，但90年代初開始在球例加入回傳條例（back-pass rule），令門將也需要提升這些技巧以應付比賽。

## 防守位置

### 中後衞
中後衞又稱為中堅，位置處於守門員的前方及左右閘之間，屬於全隊防守力量的核心，主要職責是阻止對方球員（尤其是前鋒）策動攻勢，同时封鎖在對方控球之下進入本方的禁區位置，活動範圍在於中後場。多數球隊使用兩名球員作為中后卫（也有三中卫战术），駐守守門員前面，中后卫一方面要“人盯人”緊貼著對方的攻擊球員，另一方面則彌補防守線出現的漏洞。
中后卫通常身材高大，头球能力和抢断技术出众。他们阅读比赛的能力也是一流的。大多数时候，处在重压下的中后卫很少选择控球或是传球，他们通常只是把球从危险区域解围。不过一直以来，一位优秀中卫所能做的往往不仅限于此，他们中的不少人往往还有一些个人擅长的其他技术（例如长传、定位球、插上头球攻门等）。
中后卫有时又被称作centre half。20世纪早期，在当时最流行的2-3-5阵形中，中间的三名球员被叫作中前卫（half backs）。随着后来阵形的不断改良，位置最中央的中前卫球员位置后移到后防线，演变成了中堅之一。

### 自由人
自由人比一般後衛更多功能，例如把對方的傳球清走。他們的位置比其他負責人釘人的後衛較有流動性，所以這個位置亦可稱為清道夫（libero, 意大利語自由的意思）。出任這位置的人必須比一般後衛擁有更高的球賽閱讀能力。清道夫有時亦會負責策動反擊，所以他的控球和傳球能力亦比一般後衛的要求更高。而有時他只是一個純粹負責防守的球員。例如在catenaccio（十字聯防, 一種由意大利國家隊於1960年代裡使用的防守系統）中，清道夫就是一個只負責把敵方傳球清走的後防球員，隨着時代變遷，21世紀後，我們再也看不到後衛清道夫這個位置在比賽中了。

### 边後衛
边后卫（fullback）是負責球場兩側防守的球員。他們主要任務是阻礙對方球員把球從邊線傳入禁區。在某些防守體系裡，他們也會負責盯防。大多數閘都會後上助攻傳中，令球隊的進攻方式更立體。
以往純後衛（fullback）（2-3-5陣式中的"「2」"）的角色現已由中後衛負責。因為比賽的演變，以往的純後衛被移至球場兩側, 對技術的要求亦有所不同。現代的閘位球員通常都要擁有高速度、剷截能力和充沛體力以便在邊線助守助攻。
而翼衛就是負起更多助攻責任的閘位球員。他們通常都出現在3-5-2陣式當中, 亦可視之為中場球員。由於這是一個集後衛與翼鋒/兩邊中場於一身的位置, 所以出任翼衛的需要更多的體力。 由於他們身後有三名中堅專注防守，人們都預計他們會偏重於上前助攻多於防守。

## 中場位置

### 正中場
中場球員會在球場上扮演不同角色，通常依據球員的強項與弱點來分配。他們負責聯繫後防和前鋒，而在對方球員控球時亦會協助防守。中場球員比其他位置的球員有更好的視野，可控制整場賽事的打法、節奏。
中場球員通常劃分為防守中場和進攻中場。
防守中場與中後衛的工作性質大同小異。 他們控球在腳的時候會負責搏腳，無球在腳時便要破壞對方的攻勢。 而進攻中場則負責為隊友製造入球機會，甚至自行射門。
所有中場球員都需要優秀的基本技術，例如控球和傳球，並且擁有充沛體力。 除此以外，防守中場還要善於剷截。
作為進攻中場，更擁有助攻和個人突破的能力以獲取得分機會。部分進攻中場更當上組織核心(playmakers)，洞察力和傳送的領悟力可以為身處一個好位置的前鋒創造無價的得分機會。
就以上的位置來說，對速度的要求比較次要，這可以在用球技術上彌補。

## 攻擊位置

### 
這位置的球員早就存在，但不同年代有不同的稱呼。原先, 他們被稱為內鋒或後上中鋒（inside forwards or deep-lying centre forwards）。後來又被稱為「withdrawn striker」（影子前鋒）和 playing 「in the hole」（意指他們活躍於敵方中場和後防之間）。在意大利，他們又被稱為Trequartista（即9號半）－意思是指一個既非中場, 又非前鋒, 有效地串連整隊進攻體系的創作球員。
不論稱呼如何, 這位置大概是指一個界乎於進攻中場和前鋒的球員。他必須擁有技術、進攻意識，可自行得分及為前鋒製造機會等能力。
不同的球員可視乎他們當打的年代，稱他們為後上中鋒、進攻中場、"hole" players等。
前鋒的主要任務：入球。前鋒主要分成兩類：「柱躉式前鋒」及「竄擾性前鋒」。 多数球队都会摆出这两种类型的前锋线，但亦有球队使用不同的组合。
柱躉式前鋒通常都比較高大，可以頭搥和腳射門。他們通常倚靠頭搥頂入傳中球得分, 和使用身體和力量保護皮球以製造攻門機會。
竄擾性前鋒身型上比較細小，需要盤扭技術和速度。他們的任務是入球和為柱躉製造機會。這些細小的射手多數倚仗速度接應直線傳送，而不會像柱躉般背對龍門控球。
翼鋒的职责就是将球从禁区两侧传入禁区（传中）, 为前锋制造入球机会。 通常他们都会以速度或盤扭压过对方的閘位球員。翼鋒通常也不会负责防守。
邊中場側是翼鋒的進化版本。邊中場亦會負責傳中, 但亦會負責中場兩側的防守。他們還會控球在腳, 讓身後的閘位球員作叠瓦式助攻，還會在球場兩側為其他中路中場球員提供更多的傳球選擇。但是, 翼鋒和邊中場的分別越趨模糊 — 很多的邊中場還是會被視為翼鋒。
但翼鋒这位置又有复兴的趋势，因禁区内的單箭頭需要兩的支援。
1. ↑  Utathya Nag. . Olympics.com.   [2023-02-05]. （原始内容存档于2023-05-12）.